# ルーシー・ディクソン
ルーシー・ディクソン（Lucy Dixon、1989年8月9日 - ）は、イギリスの女優。

## 出演作品
- Doctors